# Nurobod
Nurobod es una localidad de Uzbekistán, en la provincia de Samarcanda.
Se encuentra a una altitud de 493 m sobre el nivel del mar. 

## Demografía
Según estimación 2010 contaba con una población de 10 819 habitantes.